# عزلة الربعين (صعدة)

تعديل مصدري - تعديل

عزلة الربعين هي إحدى عزل مديرية غمر في محافظة صعدة اليمنية ويبلغ تعداد سكانها 4043 نسمة حسب التعداد السكاني في اليمن لعام 2004.

## روابط خارجية
- الجهاز المركزي للإحصاء بالجمهورية اليمنية
- المركز الوطني للمعلومات باليمن
- World Gazetteer:Yemen
- الدليل الشامل